# The Unraveling (Drive-By Truckers)
The Unraveling è il dodicesimo album in studio del gruppo rock statunitense Drive-By Truckers, pubblicato il 31 gennaio 2020 con l'etichetta ATO Records. È stato prodotto dal collaboratore di lunga data David Barbe e registrato tra il 2017 e il 2019.
L'album continua i temi dell'angoscia politica dal loro precedente album, American Band. Le canzoni di Hood Thoughts and Prayers e Babies in Cages affrontano direttamente le questioni della violenza armata e della politica di separazione familiare dell'amministrazione Trump e sono tra le più politiche che la band abbia mai scritto.
The Unraveling ha ricevuto recensioni positive da parte della critica musicale. Su Metacritic, che assegna una valutazione normalizzata su 100 alle recensioni dei critici mainstream, ha dato all'album un punteggio medio di 80, basato su 18 recensioni, che indica recensioni generalmente positive. In una recensione per lo più positiva, Pitchfork ha scritto che "le nuove canzoni si muovono come monologhi angoscianti" e che l'album "si prende cura meticolosamente di ogni mix" mentre critica alcuni dei "linguaggi scavati" a cui Hood si appoggia nelle canzoni più politiche. In una recensione molto positiva, il Chicago Tribune ha affermato che "le canzoni sono ricche di sfumature mentre fondono trame acustiche ed elettriche, piano cupo e washboard distorto, accompagnamento d'archi malinconici e chitarre piene di feedback". Discutendo i temi generali dell'album, hanno aggiunto che "se c'è un filo conduttore che collega "Rosemary with a Bible and a Gun" guidato dal pianoforte, l'impennata Armageddon's Back in Town e l'hard-riffing Slow Ride Argument, è un senso di disconnessione personale."

## Tracce
1. Rosemary with a Bible and a Gun – 3:30
2. Armageddon's Back in Town – 3:48
3. Slow Ride Argument – 3:20
4. Thoughts and Prayers – 5:22
5. 21st Century USA" – 4:15
6. Heroin Again – 3:55
7. Babies in Cages – 5:34
8. Grievance Merchants – 4:08
9. Awaiting Resurrection – 8:38